# Ophiomyia subpraecisa
Ophiomyia subpraecisa är en tvåvingeart som beskrevs av Spencer 1986. Ophiomyia subpraecisa ingår i släktet Ophiomyia och familjen minerarflugor.
Artens utbredningsområde är Colorado. Inga underarter finns listade i Catalogue of Life.